# 드니 아르캉
드니 아르캉(Denys Arcand, 1941년 6월 25일 ~ )은 프랑스계 캐나다의 영화 감독, 영화 각본가, 영화 제작자이다. 2004년, 영화 《야만적 침략》으로 아카데미 외국어 영화상을 수상했다. 이외에 세자르상 작품상, 각본상, 감독상을 수상하기도 했다.

## 출연 작품
- 미제국의 추락 (2018)
- 아름다운 유혹 (2014)
- 무지의 시대 (2007)
- 데어 이즈 노 디렉션 (2005)
- 해안선 (2004)
- 야만적 침략 (2003)
- 가면 속의 정사 (1993)
- 레올로 (1992)
- 몬트리올 예수 (1989)
- 미제국의 몰락 (1986)
- Gina (1975)
- 더러운 돈 (1972)